# Ferlach
Ferlach (Sloveens: Borovlje) in Karinthië is de zuidelijkste stad van Oostenrijk. In 2001 telde de gemeente 7602 inwoners.
De stad is vooral bekend vanwege de productie van geweren, die veelal nog handgemaakt worden.

## Geschiedenis
Ferlach ontstond in de 12e eeuw. Een eerste vermelding vond plaats in 1246 als "Vörelach". Het Duitse Vörelach en het Sloveense Borovlje zijn gebaseerd op de woorden Föhren en Bor, beide betekenen: den. De naam is ontleend aan de omliggende dennenbossen.

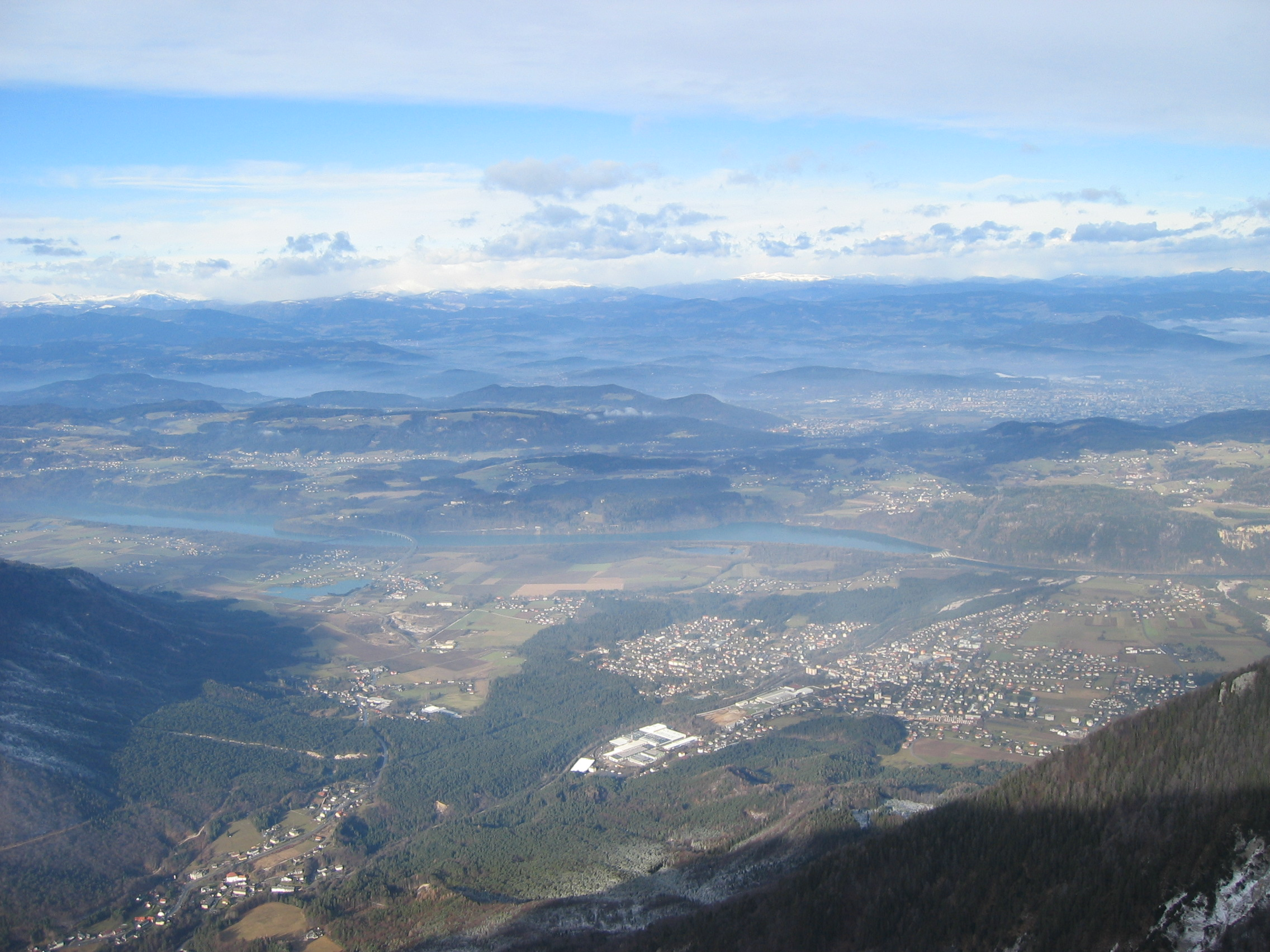
Ferlach

In de 15e eeuw ontstond in Ferlach de ijzerverwerkende industrie. Weldra, in de 16e eeuw, kwam het geweermaken in zwang, dat wereldfaam genoot. De geweermakers van Ferlach leverden vooral vanaf in de 18e eeuw niet alleen aan het Oostenrijkse leger, maar evenzeer aan de legers van Frankrijk, Spanje en Turkije. Vanaf de 19e eeuw, toen de vraag naar militaire wapens afnam, werd het jachtgeweer de belangrijkste troef van Ferlach. Deze worden nog tot de dag van vandaag wereldwijd afgezet en genieten beste reputatie.
1910 werden aan Ferlach marktrechten, in 1930 ook stadsrechten verleend.

### Gemeentelijke indeling
Ferlach is verdeeld in negen Kadastrale gemeenten: Ferlach (Borovlje), Kappel an der Drau (Kapla ob Dravi), Kirschentheuer (Kožentavra), Unterloibl (Podljublj), Waidisch (Bajdiše), Unterferlach (Medborovnica), Glainach (Glinje), Seidolach (Ždovlje) und Windisch Bleiberg (Slovenji Plajberg).
Das Gemeindegebiet umfasst folgende 27 Ortschaften:
| - Babniak (Babnjak) - Bodental (Poden) - Dörfl (Kajže) - Dornach (Trnje) - Ferlach (Borovlje) - Glainach (Glinje) - Görtschach (Goriče) - Jaklin (Jaklin) - Kappel an der Drau (Kapla ob Dravi) - Kirschentheuer (Kožentavra) - Laak (Loka) - Laiplach (Liplje) - Loibltal (Brodi) - Otrouza (Otrovca) | - Rauth (Rute) - Reßnig (Resnik) - Seidolach (Ždovlje) - Singerberg (Žingarica) - Strau (Struga) - Strugarjach (Strugarje) - Tratten (Trata) - Unterbergen (Podgora) - Unterferlach (Medborovnica) - Unterglainach (Vesca) - Unterloibl (Podljublj) - Waidisch (Bajdiše) - Windisch Bleiberg (Slovenji Plajberg) |

## Geboren in Ferlach
- Stefan Singer (Kappel an der Drau, 1871-1945), Sloveens priester en verzetsman

Ebenthal in Kärnten ·
Feistritz im Rosental ·
Ferlach ·
Grafenstein ·
Keutschach am See ·
Köttmannsdorf ·
Krumpendorf am Wörthersee ·
Ludmannsdorf ·
Magdalensberg ·
Maria Rain ·
Maria Saal ·
Maria Wörth ·
Moosburg ·
Poggersdorf ·
Pörtschach am Wörthersee ·
Sankt Margareten im Rosental ·
Schiefling am Wörthersee ·
Techelsberg am Wörther See ·
Zell
- Gemeinsame Normdatei: 4016776-8
- Library of Congress Control Number: n81016790
- Nationale Bibliotheek van Israël: 987007548163405171
- Virtual International Authority File: 133696639
- WorldCat: E39PBJtmvb9rbqw776wgJrgqcP